# Ozan Kabak
Ozan Muhammed Kabak (*25. března 2000 Ankara) je turecký profesionální fotbalista, který hraje na pozici středního obránce v anglickém klubu Norwich City FC, kde je na hostování z německého Schalke 04, a v tureckém národním týmu.

## Klubová kariéra

### Galatasaray
Kabak se dostal do akademie Galatasaray v roce 2011. Svou první profesionální smlouvu s Galatasaray podepsal 1. července 2017. Ozan v Süper Lig debutoval při vítězství 2:0 nad Yeni Malatyaspor 12. května 2018. 24. října 2018 odehrál svůj první zápas v Lize mistrů při domácí remíze 0:0 proti Schalke 04 v sezóně 2018/19.

### VfB Stuttgart
17. ledna 2019 Kabak přestoupil do bundesligového týmu VfB Stuttgart, kde podepsal smlouvu do června 2024. 3. března skóroval dvakrát při výhře 5:1 nad Hannoverem 96, což byly jeho první dvě branky v kariéře.

### Schalke 04
30. června 2019 se Kabak přesunul do jiného německého klubu, a to do Schalke 04, za poplatek za přestup ve výši 15 milionů euro. Hned ve své první sezóně v klubu se stal pravidelným členem základní sestavy, objevil se ve 28 zápasech a vstřelil tři branky. V září 2020 dostal pětizápasový trest poté, co poplival Ludwiga Augustinssona z Werderu Brém, dostal pokutu 15 000 euro. Kabak se následně přes Twitter Augustinssonovi omluvil a trval na tom, že se jednalo o neúmyslný akt.

### Liverpool
Dne 1. února 2021 odešel na půlroční hotování do anglického Liverpoolu. Hostování zahrnovalo také opci na odkup, která byla stanovena na přibližně 18 milionů liber. V klubu debutoval 13. února 2021 v zápase Premier League proti Leicesteru City, zápas však skončil porážkou 1:3. 16. února se stal se prvním tureckým hráčem, který se objevil v anglickém klubu v Lize mistrů, odehrál celých 90 minut utkání osmifinále proti Lipsku.

## Reprezentační kariéra
Ozan se stal kapitánem turecké "sedmnáctky" na Mistrovství Evropy do 17 let 2017. 17. listopadu 2019 debutoval Kabak v turecké reprezentaci během kvalifikačního zápasu na Euro 2020 proti Andorře, když odehrál celý zápas, který Turecko vyhrálo 2:0.

## Statistiky

### Klubové
16. března 2021
| Klub              | Sezóna  | Liga           | Liga   | Liga | Pohár  | Pohár | Evropské poháry | Evropské poháry | Ostatní | Ostatní | Celkem | Celkem |
| Klub              | Sezóna  | Liga           | Zápasy | Góly | Zápasy | Góly  | Zápasy          | Góly            | Zápasy  | Góly    | Zápasy | Góly   |
| ----------------- | ------- | -------------- | ------ | ---- | ------ | ----- | --------------- | --------------- | ------- | ------- | ------ | ------ |
| Galatasaray       | 2017/18 | Süper Lig      | 1      | 0    | 0      | 0     | 0               | 0               | —       | —       | 1      | 0      |
| Galatasaray       | 2018/19 | Süper Lig      | 13     | 0    | 0      | 0     | 4               | 0               | —       | —       | 17     | 0      |
| Galatasaray       | Celkem  | Celkem         | 14     | 0    | 0      | 0     | 4               | 0               | —       | —       | 18     | 0      |
| VfB Stuttgart     | 2018/19 | Bundesliga     | 15     | 3    | 0      | 0     | —               | —               | 2       | 0       | 17     | 3      |
| Schalke 04        | 2019/20 | Bundesliga     | 26     | 3    | 2      | 0     | —               | —               | —       | —       | 28     | 3      |
| Schalke 04        | 2020/21 | Bundesliga     | 14     | 0    | 0      | 0     | —               | —               | —       | —       | 14     | 0      |
| Schalke 04        | Celkem  | Celkem         | 40     | 3    | 2      | 0     | —               | —               | —       | —       | 42     | 3      |
| Liverpool (host.) | 2020/21 | Premier League | 5      | 0    | —      | —     | 2               | 0               | —       | —       | 7      | 0      |
| Celkem            | Celkem  | Celkem         | 74     | 6    | 2      | 0     | 6               | 0               | 2       | 0       | 84     | 6      |

### Reprezentační
18. listopadu 2020
| Turecko | Turecko | Turecko |
| Rok     | Zápasy  | Góly    |
| ------- | ------- | ------- |
| 2019    | 1       | 0       |
| 2020    | 6       | 0       |
| Celkem  | 7       | 0       |

## Ocenění

### Klubové
Galatasaray
- Süper Lig: 2017/18[18]

### Individuální
- Nováček sezóny Bundesligy: 2018/19[19][20][21]